# De Ægadiske Øer
De Ægadiske Øer er en øgruppe vest for Sicilien bestående af tre beboede øer:
- Favignana
- Levanzo
- Marettimo

Øerne har i alt ca. 4.000 indbyggere og har færgeforbindelse til byen Trapani på Siciliens vestkyst.
37°58′00″N 12°12′00″Ø / 37.966666666667°N 12.2°Ø